# Donus
Donus, papa od 2. studenog 676. do 11. travnja 678. godine.